# Jehan Le Povremoyne
Jehan Le Povremoyne, né Ernest Eugène Coquin au Havre le 14 avril 1903 et mort au Tréport le 10 avril 1970, est un romancier, conteur, nouvelliste et poète normand.
Jehan Le Povremoyne a gagné sa vie comme journaliste, d’abord au Havre-Éclair puis, après la guerre, à Paris Normandie. Il a également été maire de Robertot de 1945 jusqu’à sa mort.
Le collège de Saint-Valery-en-Caux porte son nom, ainsi que la place publique et le foyer rural de Val de Saâne.
Jehan Lepovremoyne fut sollicité par les créateurs de la fusion de Val-de-Saâne en 1964 pour trouver un nom à l'une des premières fusions de villages de France de tailles avoisinantes. Cette fusion se fit entre Anglesqueville-sur-Saâne, Eurville, Thédeville et Varvannes. Jehan Lepovremoyne proposa 6 dénominations dont celles de Saâneville, Villeneuve-sur-Saâne, Groupeville ou Maireville, ou encore Fusionville. Il écrit à l'occasion un remarquable article de journal relatant sa naissance : “Val de Saâne est un nouveau né...Avant sa naissance, ses parents (les élus à l‘initiative de la fusion) étaient venus me trouver et m‘avaient demandé de lui trouver un nom...Pour me tirer d‘embarras, je leur en ai proposé 5 ou 6, dont, celui de Val-de-Saâne. Sa conception, si j’ose m’exprimer ainsi, a été déterminée par 40 pères (40 conseillers municipaux) et 4 maires (maires-mères) qui sont Mrs Boucour, Vigreux, Demare et Lemonnier. L‘enfantement s‘est passé le plus heureusement du monde, grâce d‘ailleurs à une sommité médicale et chirurgicale de premier plan : M. Pierre Chaussade, Préfet de la Seine-Maritime...c‘était dans le département, le premier accouchement du genre.“
En janvier 2025, son oeuvre et sa vie sont présentées au Carrefour de Lin à Doudeville, ainsi que des objets personnels aimablement prêtés par la mairie de Robertot. L'Association de Protection du Patrimoine de Doudeville proposa dans ce cadre et lors des Nuits de la Lecture, une lecture-contée des œuvres de l’auteur.

## Œuvres
- Aux pieds des saints cauchois, Bertout, Luneray, 2001  (ISBN 2867434335)
- Contes des jours heureux et des autres, H. Defontaine, Rouen, 1947  (ISBN 2951755287)
- En passant par la Normandie, illustrations d'Émile-Henry Tilmans, Éditions des Provinces françaises, Paris, 1953
- Fleurs de Jean Le Povremoyne, Wolf, Rouen, 1938
- La Normandie, Sun, Paris, 1960
- Les Noces diaboliques, Allais, Sotteville-lès-Rouen, 1976
- Ma grand-mère paysanne, Impr. commerciale, Rouen, 1954
- Mon curé, Bertout, 1994  (ISBN 2-86743-159-X)
- Noëls de Jehan, Maugard, Rouen, 1935
- Pays de Caux, Rigal, Paris, Fontenay-aux-Roses, 1965
- Rosse misère, Ass. le Pucheux, 2004  (ISBN 2951755260)

## Référence
- Ma grand'mère paysanne, avec une bio-bibliographie de l’auteur, Bertout, Luneray, 1991  (ISBN 2867431247)
- Notices d'autorité :   - VIAF
  - ISNI
  - BnF (données)
  - IdRef
  - LCCN
  - GND
  - Pays-Bas
  - NUKAT
  - Vatican
  - WorldCat